# Acroporium downii
Acroporium downii là một loài Rêu trong họ Sematophyllaceae. Loài này được (Dixon) Broth. mô tả khoa học đầu tiên năm 1925.